# ادموند فرانسیس هرینگ
ادموند فرانسیس هرینگ (انگلیسی: Edmund Herring; ۲ سپتامبر ۱۸۹۲ – ۵ ژانویهٔ ۱۹۸۲) فرد نظامی اهل استرالیا بود. وی همچنین برندهٔ جوایزی همچون بورسیه رودز شده‌است.